# Françoise Ellong
Françoise Ellong es una directora de cine y escritora camerunesa.

## Biografía
Ellong nació en Duala, Camerún en 1988. A los once años se mudó a Brunoy para vivir con un tío y escribió su primera historia. Participó en un concurso para jóvenes escritores de habla francesa en 2002. Como resultado del concurso, desarrolló interés en la escritura de guiones.

## Carrera
En 2006 se estrenó su primer cortometraje, Les Colocs. En 2013, se diirigió su primer largometraje, WAKA, escrito por Séraphin Kakouang, basado en una historia original de Ellong. La película recibió el Premio Especial del Jurado en el Festival du Cinéma Africain de Khouribga y el Premio Dikalo en el Festival Panafricano de Cannes. Se proyectó al comienzo del Festival Ecrans Noirs. Su segundo largometraje, Buried, se estrenó en 2020. Filmada en el pueblo de Nkassomo, se inspiró en un informe de noticias que vio en la televisión.
En 2008, publicó la novela "Journal Intime d'Un Meurtrier". En 2016, lanzó el blog "Le Film Camerounais", que llevó a los premios LFC. Pidió un boicot de los campos de actuación de Thierry Ntamack en 2020, después de que este dijera que solo el 10 % de los actores cameruneses eran buenos.

## Filmografía
- 2006: Les Colocs (cortometraje, guionista / directora)
- 2007: Dade (cortometraje, guionista / directora)
- 2008: Miseria (cortometraje, guionista / directora)
- 2009: Big woman don't cry (cortometraje, guionista / directora)
- 2010: Nek (cortometraje, guionista / directora)
- 2011: At Close Range (cortometraje, guionista / directora)
- 2011: Cuando Soukhina desapareció (cortometraje, guionista / directora)
- 2012: Ahora y ellos (cortometraje, guionista / directora)
- 2013: WAKA (directora)[6]
- 2017: Ashia (cortometraje, guionista / directora)
- 2020: Buried (escritora / directora)[6][7]